# Port lotniczy Pieszczany
Port lotniczy Pieszczany (IATA: PZY, ICAO: LZPP) – port lotniczy położony w miejscowości Pieszczany, w kraju trnawskim, na Słowacji.

## Linie lotnicze i połączenia
| Linia Lotnicza        | Kierunek                       |
| --------------------- | ------------------------------ |
| AirExplore            | Sezonowe czartery: 1. Antalya  |
| Arkia Israel Airlines | Sezonowe czartery: 1. Tel Awiw |
| Cyprus Airways        | Sezonowe czartery: 1. Larnaka  |
| FlyEgypt              | Sezonowe czartery: 1. Hurghada |
| Tailwind Airlines     | Sezonowe czartery: 1. Antalya  |